# When Your Lover Has Gone
When Your Lover Has Gone est une chanson composée par Einar Aaron Swan en 1931.
Cette année-là, elle est présente dans le film Blonde Crazy de James Cagney et est devenue un standard de jazz. La chanson est également utilisée dans le film The Rocketeer réalisé par Joe Johnston et sorti en 1991, au cours de la scène où Neville Sinclair emmène Jenny au The South Seas Club.

## Enregistrements
| Année | Principaux interprètes | Album                                                                                |
| ----- | ---------------------- | ------------------------------------------------------------------------------------ |
| 1931  | Gene Austin            | Voice of the Southland                                                               |
| 1931  | Louis Armstrong        | Louis Armstrong And His Orchestra                                                    |
| 1931  | Ethel Waters           | Ethel Waters - 1929-1931                                                             |
| 1931  | Benny Goodman          | Benny Goodman And His Orchestra                                                      |
| 1942  | Maxine Sullivan        | Moments Like This                                                                    |
| 1944  | Harry James            | 1944-1945                                                                            |
| 1945  | Billie Holiday         | The Complete Billie Holiday On Verve                                                 |
| 1949  | Doris Day              | You're My Thrill                                                                     |
| 1951  | Nat King Cole          | Billy May Sessions                                                                   |
| 1955  | Frank Sinatra          | In the Wee Small Hours                                                               |
| 1955  | Carmen McRae           | When You're Away                                                                     |
| 1956  | Sonny Rollins          | Tenor Madness                                                                        |
| 1956  | Julie London           | Lonely Girl                                                                          |
| 1957  | Julie Wilson           | My Old Flame                                                                         |
| 1959  | Sue Raney              | When Your Lover Has Gone                                                             |
| 1959  | Ray Charles            | The Genius of Ray Charles                                                            |
| 1959  | Andy Williams          | Lonely Street                                                                        |
| 1960  | Anthony Newley         | Love Is a Now and Then Thing                                                         |
| 1961  | Sarah Vaughan          | The Divine One ; How Long Has This Been Going On? (1978) ; Send in the Clowns (1981) |
| 1962  | Ella Fitzgerald        | Ella Swings Brightly with Nelson ; Ella and Oscar (1975) ; All That Jazz (1989)      |
| 1963  | Vic Damone             | The Liveliest: At Basin Street East                                                  |
| 1964  | Brenda Lee             | By Request                                                                           |
| 1986  | Linda Ronstadt         | Round Midnight                                                                       |
| 1990  | Carly Simon            | My Romance                                                                           |
| 2004  | Kevin Spacey           | Beyond The Sea                                                                       |